# Mariensäule (Admont)

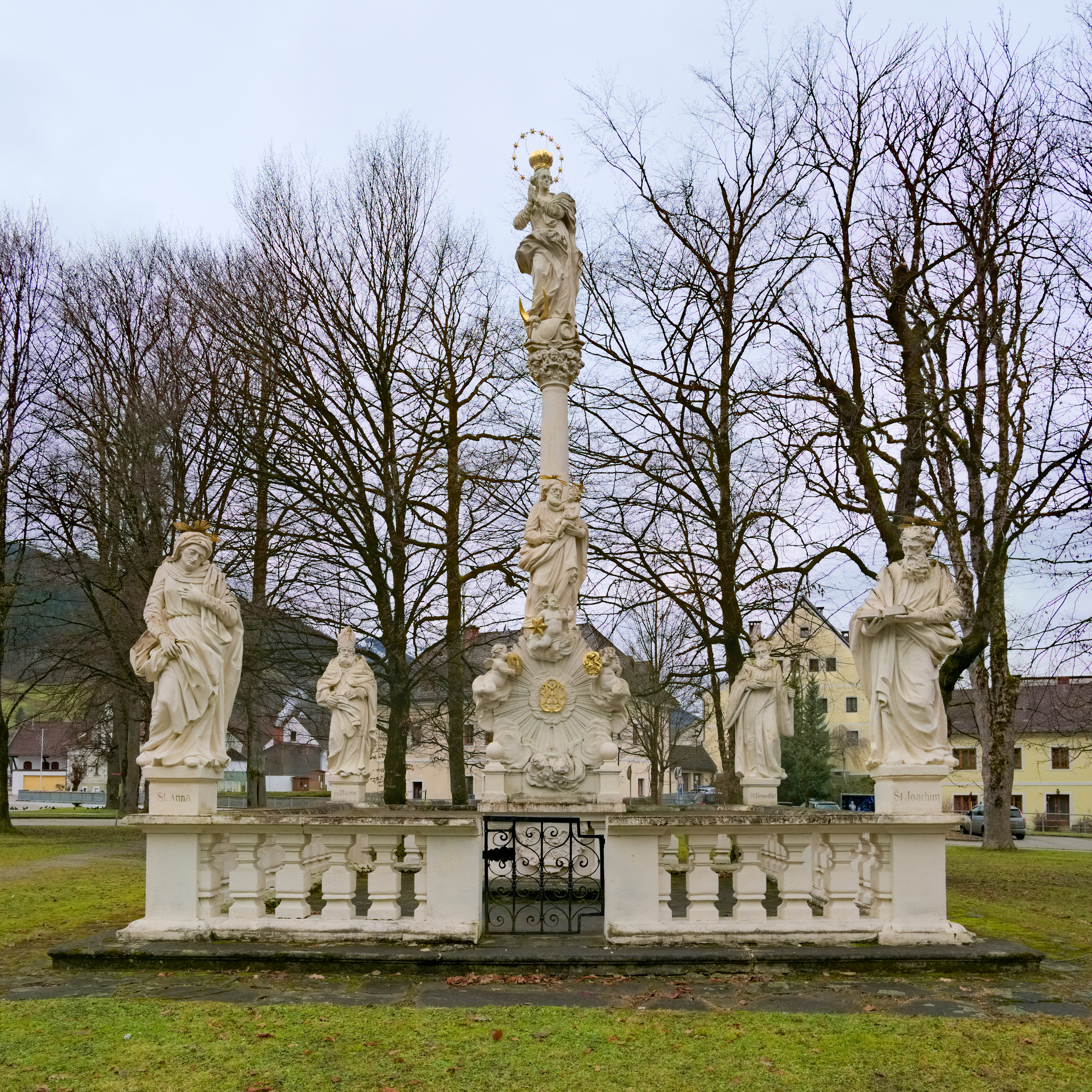
Die Admonter Mariensäule

Die Admonter Mariensäule steht im Marienpark westlich vom Stift Admont in der Marktgemeinde Admont im Bezirk Liezen in der Steiermark.

## Geschichte
Die Admonter Mariensäule ist eine Stiftung des Abtes Anselm Lürzer von Zechenthal zum Dank für die Verschonung von Stift und Ort Admont von einer 1712 in der Umgebung grassierenden Viehseuche. Am 30. Juni 1712 schloss er mit dem Bildhauer Georg Christoph Winkler einen Kontrakt über die Herstellung der sechs Statuen, für die er zuvor jeweils „ein spannenlanges Schnitzmodell ad approbandum hereingeben“ solle, „um zu sehen, ob die Stöllung recht sey vnd hernach punctual nach solchen die Statuen gemacht werden.“ Ohne ihre Basen sollen die Statuen jeweils 6 Schuh 8 Zoll hoch und wie die Grazer Dreifaltigkeitssäule auf dem Karmeliterplatz in Graz aus gutem Leibnitzer Stein hergestellt sein. Als Honorar wurden 34 Gulden pro Statue vereinbart, bei Lieferverzögerung sollte jeweils ein Gulden Abzug pro Tag erfolgen. Als Fertigstellungstermin wurde der Festtag Mariä Empfängnis am 8. Dezember 1712 vereinbart, der wenige Jahre zuvor, 1708, durch Papst Clemens XI. für die ganze katholische Kirche als verbindlicher Festtag vorgeschrieben worden war.
1898 wurde die Mariensäule durch Abt Kajetan Hoffmann restauriert. Eine letzte Restaurierung erfolgte 1954.

## Beschreibung
Die barocke Skulpturengruppe steht im Marienpark. Auf einem von einer Balustrade umgebenen Podest steht mittig die Säule, vor ihr ein Altar mit dem Marienmonogramm in Gloriole. Auf der Säule befindet sich die Statue der Maria Immaculata, am Fuß der Säule der Heilige Joseph, zur linken die Eltern Mariens Joachim und Anna sowie zur rechten der Ordensgründer Benedikt und der Admonter Stiftspatron Blasius.